# Station La Gauterie
Station La Gauterie is een spoorwegstation in de Franse gemeente Veuil.